# (512) Taurinensis
(512) Taurinensis es un asteroide perteneciente al grupo de los asteroides que cruzan la órbita de Marte descubierto el 23 de junio de 1903 por Maximilian Franz Wolf desde el observatorio de Heidelberg-Königstuhl, Alemania.
Está nombrado por la ciudad italiana de Turín.